# Concerto cho violin (Brahms)
Concerto cho violin cung Rê trưởng, Op. 77 là bản concerto duy nhất dành cho violin của nhà soạn nhạc vĩ đại người Đức Johannes Brahms. Ông viết tác phẩm này vào năm 1878 để dành tặng cho người bạn của ông, nghệ sĩ violin Joseph Joachim. Theo đánh giá của Joachim, bản concerto này là một trong bốn bản concerto mang chất Đức xuất sắc:
| “ | Người Đức có bốn bản concerto cho violin. Vĩ đại nhất và cương quyết nhất là bản của Beethoven. Bản của Brahms ganh đua với bản đó trong sự nghiêm trang. Giàu cảm xúc và có sức quyến rũ nhất là bản được viết bởi Max Bruch. Nhưng nội tâm nhất, viên ngọc của trái tim, là bản của Mendelssohn | ” |

## Thành phần tham gia biểu diễn
Bản concerto Op. 77 của Brahms dành cho:
- Độc tấu violin
- Flute
- Oboe
- Clarinet
- Bassoon
- Kèn horn Pháp cung Rê, Mi và Fa
- 2 trumpet cung Rê
- Timpani
- Bộ dây

## Các chương nhạc
Nói chung, theo truyền thống nhạc cổ điển châu Âu, bản concerto của Brahms có 3 chương nhạc theo cấu trúc nhanh-chậm-nhanh. Tác phẩm này mang chất lãng mạn là chủ yếu. Ông đã viết một lối phô diễn rất hiếm gặp, thể hiện sự phi thường khi biến nó thành chất trữ tình. Có thể thấy một đặc điểm tiêu biểu cho phong cách lãng mạn trong độc tấu của bản concerto của Brahms, đó là: thay vì người phụ thuộc kha khá vào chủ đề mà dàn nhạc trình bày như trong các tác phẩm mang phong cách của thời kỳ âm nhạc Cổ điển (dù vẫn có độc tấu rõ ràng) thì người độc tấu ở đây có phần tự do hơn, thậm chí còn vạch ra chủ đề cho dàn nhạc biểu diễn.

### Chương 1: Allegro non troppo
Đây là chương nhạc được viết ở cung Rê trưởng. Đây là chương nhạc dài nhất của bản concerto với thời gian biểu diễn là hơn 20 phút. Chương nhạc mở đầu này được khơi dậy theo cách rất Brahms: lúc đầu rất bí ẩn, sau đó chủ đề dần được mở toang ra với một niềm hứng khởi. Rồi nó diễn ra theo khuôn mẫu ấy lần nữa, chỉ có chủ đề tiếp theo được mở ra với những nốt nhạc nghe khá khủng khiếp. Người độc tấu bắt đầu phần biểu diễn của mình với tiếng đệm rất nặng nề của cello, rồi cả người độc tấu và dàn nhạc giao hưởng hiền dịu trở lại. Cảm xúc ở nhiều thời điểm không bùng lên mạnh mẽ (chỉ có một vài đoạn ở giữa thể hiện điều ngược lại và thường những đoạn này thường chỉ diễn tả lại những chủ đề đầu tiên của chương nhạc) mà thể hiện kín đáo. Điều này là phổ biến trong nhiều tác phẩm của ông và nó thể hiện được con người của ông: sống nội tâm, thường không phù hợp với đám đông. Có thể thấy một đặc điểm tiêu biểu cho phong cách lãng mạn trong độc tấu của bản concerto của Brahms, đó là: thay vì người phụ thuộc kha khá vào chủ đề mà dàn nhạc trình bày như trong các tác phẩm mang phong cách của thời kỳ âm nhạc Cổ điển (dù vẫn có độc tấu rõ ràng) thì người độc tấu ở đây có phần tự do hơn, thậm chí còn vạch ra chủ đề cho dàn nhạc biểu diễn. Cái kết của chương 1 cũng rất đặc trưng cho thời kỳ âm nhạc Lãng mạn: người độc tấu thể hiện các tiết tấu nhanh như tóm tắt lại những gì đã thể hiện và dàn nhạc kết thúc dài hơn so với phong cách của thời kỳ trước.

### Chương 2: Adagio
Đây là chương duy nhất viết ở cung Fa trưởng. Tuy viết ở cung Fa trưởng, nhưng chương nhạc cũng không khỏi khiến người nghe liên tưởng chút ít đến những thứ khủng khiếp trong các bản giao hưởng của Brahms. Tuy không kinh hoàng như phong ba bão táp như trong các bản giao hưởng, những nốt nhạc ở bản concerto gợi ra những điều không vui. Cảm xúc ở đây réo rắt trong tiếng violin solo, đầy nỗi lo âu và cũng khá ảm đạm. Chỉ có phần đầu còn có vẻ bình yên, êm đềm, còn lại thì là những cảm xúc trên. Nó cứ ngấm ngầm diễn ra, chỉ trực dâng lên. Và sự bình yên, êm đềm chỉ trở lại vào cuối chương nhạc.

### Chương 3: Allegro giocoso, ma non troppo vivace – Poco più presto
Cung nhạc được sử dụng ở chương 3 là cung Rê trưởng. Không giống như 2 chương trước là dàn nhạc là người bắt đầu câu chuyện, cả người độc tấu và dàn nhạc cùng bắt đầu đề tài. Chương nhạc này thể hiện một niềm phấn chấn. Phần mở đầu của chương nhạc này khá giống với bản concerto cho violin của Bruch. Những giai điệu mở đầu được dàn nhạc nhắc lại vài lần. Nó cũng chứa đựng cả tầm vóc và tính chất của giao hưởng Brahms. Cái cách kết thúc chương 3 cũng khá giống chương 1, ngoài ra ta cũng cảm phảng phất ở đó phong cách của Beethoven (đây là người có ảnh hưởng đến Brahms).

## Biểu diễn
Bản concerto dành cho violin của Brahms được biểu diễn lần đầu tiên tại Leipzig vào ngày 1 tháng 1 năm 1879 với sự biểu diễn của chính Joachim, bạn Brahms. Trong buổi hòa nhạc hôm đó, Joachim đã bắt đầu bằng bản concerto cho violin của Beethoven và kết thúc bằng tác phẩm của Brahms.